# Pilha botão

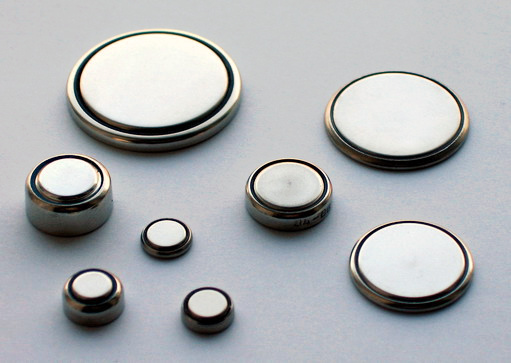
Botão, moeda ou células de relógio

Uma célula de botão, bateria de relógio ou bateria de moedas é uma pequena bateria de célula única em forma de cilindro, normalmente de 5 a 25 mm (0,197 a 0,984 polegadas) de diâmetro e 1 a 6 mm (0,039 a 0,236 polegadas) — semelhante a um botão. O aço inoxidável, geralmente, forma o corpo inferior e o terminal positivo da célula; isolado dele, a tampa superior metálica forma o terminal negativo.

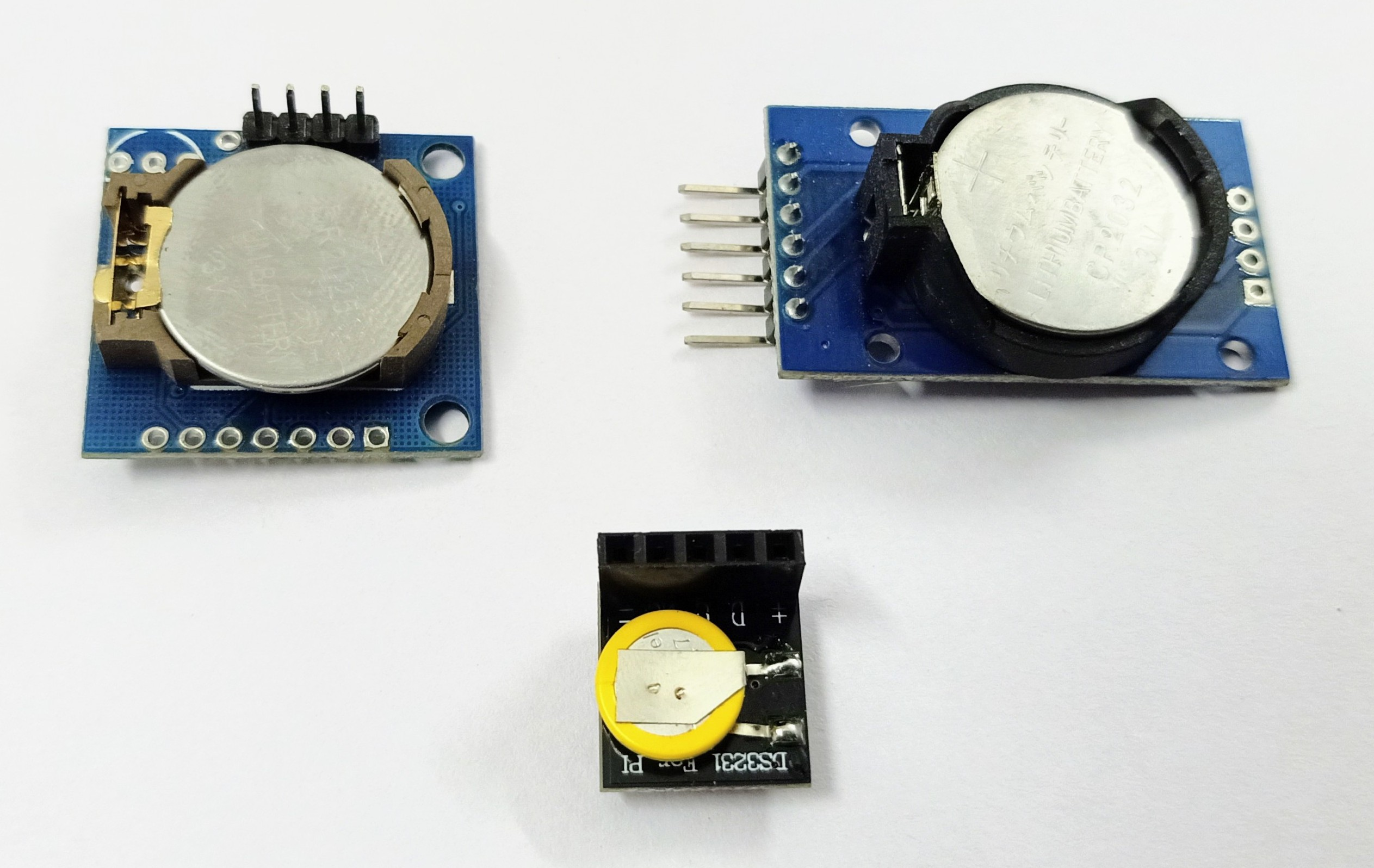
Uso de célula de botão em módulos RTC como fonte de energia

As células de botão são usadas para alimentar pequenos dispositivos eletrônicos portáteis, como relógios de pulso e calculadoras de bolso. Variantes mais amplas são geralmente chamadas de células de moeda. Os dispositivos que usam células de botão geralmente são projetados em torno de uma célula que oferece uma longa vida útil, geralmente bem mais de um ano em uso contínuo em um relógio de pulso. A maioria das células botão tem baixa autodescarga, mantendo sua carga por um longo tempo se não for usada. Dispositivos de potência relativamente alta, como aparelhos auditivos, podem usar uma bateria de zinco-ar, que tem uma capacidade muito maior para um determinado tamanho, mas seca após algumas semanas, mesmo se não for usada.
As células botão são células únicas, geralmente células primárias descartáveis. Os materiais anodos comuns são zinco ou lítio. Os materiais catódicos comuns são dióxido de manganês, óxido de prata, monofluoreto de carbono, óxido cúprico ou oxigênio do ar. As células botão de óxido de mercúrio eram anteriormente comuns, mas não estão mais disponíveis devido à toxicidade e aos efeitos ambientais do mercúrio.
As células-botão são perigosas para crianças pequenas, pois, quando ingeridas, podem causar queimaduras internas graves e ferimentos significativos ou morte.

## Propriedades químicas da célula
Células de composição química diferente feitas do mesmo tamanho são mecanicamente intercambiáveis. No entanto, a composição pode afetar a vida útil e a estabilidade da tensão. O uso da célula errada pode levar a uma vida útil curta ou operação inadequada (por exemplo, a medição de luz em uma câmera requer uma voltagem estável, portanto, as células de prata geralmente são especificadas). Às vezes, células diferentes do mesmo tipo, tamanho e capacidade são otimizadas para cargas diferentes usando eletrólitos diferentes, de modo que uma pode ter vida útil mais longa que a outra ao fornecer uma corrente relativamente alta.
As baterias alcalinas são feitas nos mesmos tamanhos de botão que os outros tipos, mas normalmente fornecem menos capacidade e tensão menos estáveis do que as células de óxido de prata ou lítio mais caras.
As células de prata podem ter uma tensão de saída estável até cair repentinamente no final da vida útil. Isso varia para tipos individuais; um fabricante (Energizer) oferece três células de óxido de prata do mesmo tamanho, 357–303, 357-303H e EPX76, com capacidades que variam de 150 a 200 mAh, características de tensão que variam de redução gradual a razoavelmente constante, e algumas tem dreno contínuo confirmadas com alto pulso sob demanda, e outras para uso fotográfico.
As baterias de mercúrio também fornecem uma tensão estável, mas agora são proibidas em muitos países devido à sua toxicidade e impacto ambiental.
As baterias de zinco-ar usam o ar como despolarizador e têm capacidade muito maior do que outros tipos, pois retiram esse ar da atmosfera. As células têm uma vedação hermética que deve ser removida antes do uso; eles secarão em algumas semanas, independentemente do uso.
Para comparação, as propriedades de algumas células de um fabricante com diâmetro 11,6mm e altura 5,4mm foram listados em 2009 como:
- Prata: capacidade 200mAh até um ponto final de 0,9 V, resistência interna 5–15Ω, peso 2,3g
- Alcalino (dióxido de manganês): 150mAh (0,9), 3–9 Ω, 2,4 g
- Mercúrio: 200mAh, 2,6 g
- Zinco-ar: 620mAh, 1,9 g

Examinando as especificações de um fabricante, pode mostrar uma pilha alcalina de alta capacidade com uma capacidade tão alta quanto um dos tipos de prata de baixa capacidade; ou uma pilha de prata particular com o dobro da capacidade de uma pilha alcalina particular. Se o equipamento alimentado requer uma tensão relativamente alta (por exemplo, 1,3V) para funcionar corretamente, uma pilha de prata com uma característica de descarga plana fornecerá um serviço muito mais longo do que uma pilha alcalina - mesmo que tenha a mesma capacidade especificada em mAh até um ponto final de 0,9V. Se um dispositivo parecer "consumir" as baterias após a substituição do original fornecido pelo fabricante, pode ser útil verificar os requisitos do dispositivo e as características da bateria de substituição. Para paquímetros digitais, em particular, alguns são especificados para exigir pelo menos 1,25 V para operar e outros 1,38V.
Embora as baterias alcalinas, de óxido de prata e de mercúrio do mesmo tamanho possam ser mecanicamente intercambiáveis em qualquer dispositivo, o uso de uma célula com a voltagem correta, mas com características inadequadas, pode levar a uma vida útil curta da bateria ou à falha de operação do equipamento. As células primárias de lítio comuns, com uma tensão terminal em torno de 3 volts, não são fabricadas em tamanhos intercambiáveis com as células de 1,5 volt. O uso de uma bateria de tensão significativamente mais alta do que o equipamento projetado pode causar danos permanentes.

## Designação do tipo

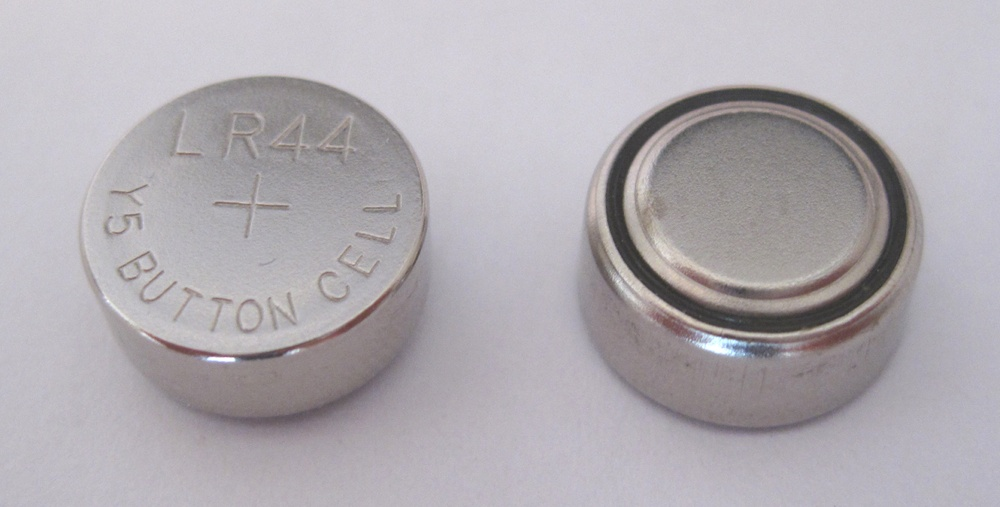
pilha alcalina LR44

A norma internacional IEC 60086-3 define um sistema de codificação alfanumérica para "Baterias de relógio". Os fabricantes geralmente têm seu próprio sistema de nomenclatura; por exemplo, a célula chamada LR1154 pelo padrão IEC é denominada AG13, LR44, 357, A76 e outros nomes de diferentes fabricantes. O padrão IEC e alguns outros codificam o tamanho do caso para que a parte numérica do código seja determinada exclusivamente pelo tamanho do caso; outros códigos não codificam o tamanho diretamente.
Exemplos de baterias em conformidade com o padrão IEC são CR2032, SR516 e LR1154, onde as letras e os números indicam as seguintes características.

### Sistema eletroquímico
A primeira letra no sistema padrão IEC identifica a composição química da bateria, o que também implica uma tensão nominal:
| Carta código    | Comum nome             | Positivo eletrodo                           | Eletrólito | Negativo eletrodo | Nominal tensão (V) | Ponto final tensão (V) |
| --------------- | ---------------------- | ------------------------------------------- | ---------- | ----------------- | ------------------ | ---------------------- |
| L               | Alcalino               | Dióxido de manganês                         | Alcalino   | Zinco             | 1,5                | 1,0                    |
| S               | Prata                  | Óxido de prata                              | Alcalino   | Zinco             | 1,55               | 1.2                    |
| P               | Zinco-ar               | Oxigênio                                    | Alcalino   | Zinco             | 1,4                | 1.2                    |
| C               | Lítio                  | Dióxido de manganês                         | Orgânico   | Lítio             | 3                  | 2,0                    |
| B               |                        | Monofluoreto de carbono                     | Orgânico   | Lítio             | 3                  | 2,0                    |
| G               |                        | Óxido de cobre                              | Orgânico   | Lítio             | 1,5                | 1.2                    |
| Z               | Oxihidróxido de níquel | Dióxido de manganês, oxihidróxido de níquel | Alcalino   | Zinco             | 1,5                | ?                      |
| M, N (retirado) | Mercúrio               | Óxido de mercúrio                           | Alcalino   | Zinco             | 1,35/1,40          | 1.1                    |

Para tipos com tensão estável caindo vertiginosamente no fim da vida útil (gráfico de tensão versus tempo no topo do penhasco), a tensão final é o valor no "limite do penhasco", após o qual a tensão cai extremamente rapidamente. Para tipos que perdem tensão gradualmente (gráfico de inclinação, sem borda de penhasco), o ponto final é a tensão além da qual uma descarga adicional causará danos à bateria ou ao dispositivo que está alimentando, normalmente 1,0 ou 0,9V.
Os nomes comuns são convencionais e não exclusivamente descritivos; por exemplo, uma pilha de prata (óxido) tem um eletrólito alcalino.
As células do tipo L, S e C são hoje os tipos mais usados em relógios de quartzo, calculadoras, pequenos dispositivos PDA, relógios de computador e luzes piscantes. Pilhas de zinco-ar em miniatura – tipo P – são usadas em aparelhos auditivos e instrumentos médicos. No sistema IEC, células maiores podem não ter prefixo para o sistema químico, indicando que são baterias de zinco-carbono ; esses tipos não estão disponíveis no formato de célula de botão.
A segunda letra, R, indica uma forma redonda (cilíndrica).
A norma descreve apenas baterias primárias. Tipos recarregáveis feitos no mesmo tamanho de caixa terão um prefixo diferente não fornecido no padrão IEC, por exemplo, algumas células de botão ML e LiR usam tecnologia de lítio recarregável.

### Tamanho do pacote

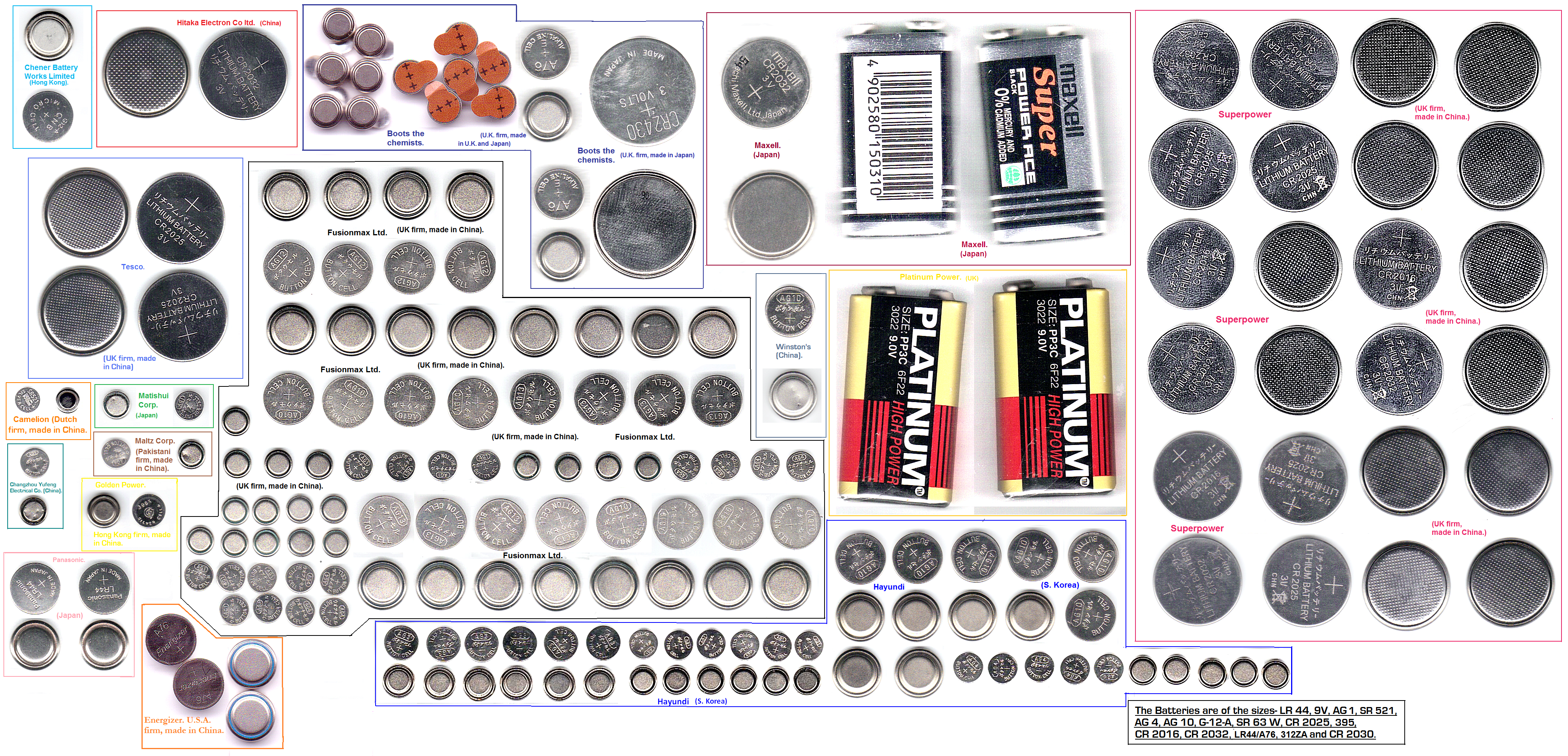
Vários tamanhos de botão e célula de moeda com quatro baterias 9V como comparação de tamanho

O tamanho do pacote de baterias de botão usando nomes padrão é indicado por um código de 2 dígitos representando um tamanho de caixa padrão ou um código de 3 ou 4 dígitos representando o diâmetro e a altura da célula. Os primeiros um ou dois dígitos codificam o diâmetro externo da bateria em milímetros inteiros, arredondados para baixo; os diâmetros exatos são especificados pelo padrão e não há ambiguidade; por exemplo, qualquer célula com um 9 inicial é 9,5mm de diâmetro, nenhum outro valor entre 9,0 e 9,9 é usado. Os dois últimos dígitos são a altura total em décimos de milímetro.
| Número código | Nominal diâmetro (mm) | Tolerância (milímetros) |
| ------------- | --------------------- | ----------------------- |
| 4             | 4,8                   | ±0,15                   |
| 5             | 5,8                   | ±0,15                   |
| 6             | 6,8                   | ±0,15                   |
| 7             | 7,9                   | ±0,15                   |
| 9             | 9,5                   | ±0,15                   |
| 10            | 10,0                  | ±0,20                   |
| 11            | 11,6                  | ±0,20                   |
| 12            | 12,5                  | ±0,25                   |
| 16            | 16,0                  | ±0,25                   |
| 20            | 20,0                  | ±0,25                   |
| 23            | 23,0                  | ±0,50                   |
| 24            | 24,5                  | ±0,50                   |
| 44            | 11,6                  | ±0,20                   |

Exemplos:
- CR2032: lítio, 20mm de diâmetro, 3,2mm de altura, 220mAh
- CR2032H; lítio, 20mm de diâmetro, 3,2mm altura 240mAh
- CR2025: lítio, 20mm de diâmetro, 2,5mm de altura, 170mAh
- SR516: prata, 5,8mm de diâmetro, 1,6mm de altura
- LR1154/SR1154: alcalino/prata, 11,6mm de diâmetro, 5,4mm de altura. Os códigos de dois dígitos LR44/SR44 são frequentemente usados para este tamanho

Algumas células tipo moeda, principalmente de lítio, são feitas com abas de solda para instalação permanente, como para alimentar a memória para informações de configuração de um dispositivo. A nomenclatura completa terá prefixos e sufixos para indicar arranjos terminais especiais. Por exemplo, há um plug-in e um CR2032 de solda, um plug-in e três BR2330s de solda, além de CR2330s, e muitos recarregáveis em 2032, 2330 e outros tamanhos.

### Sufixo da letra
Após o código da embalagem, as seguintes letras adicionais podem opcionalmente aparecer na designação do tipo para indicar o eletrólito utilizado:
- P: eletrólito de hidróxido de potássio
- S: eletrólito hidróxido de sódio
- Sem letra: eletrólito orgânico
- SW: tipo de drenagem baixa para relógios de quartzo (analógicos ou digitais) sem funções de luz, alarme ou cronógrafo
- W: tipo de drenagem alta para todos os relógios de quartzo, calculadoras e câmeras. A bateria cumpre todos os requisitos da norma internacional IEC 60086-3[7] para baterias de relógios.

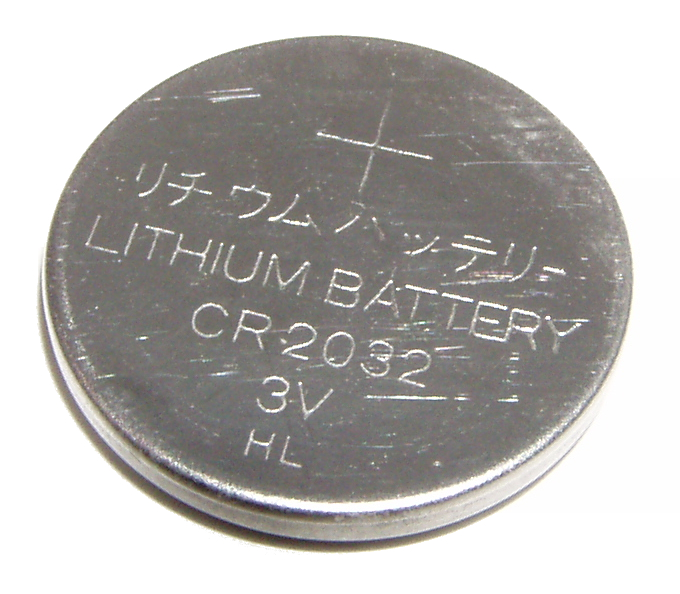
Tipo de bateria de relógio CR2032 (ânodo de lítio, 3V, 20,0mm × 3,2milímetros)

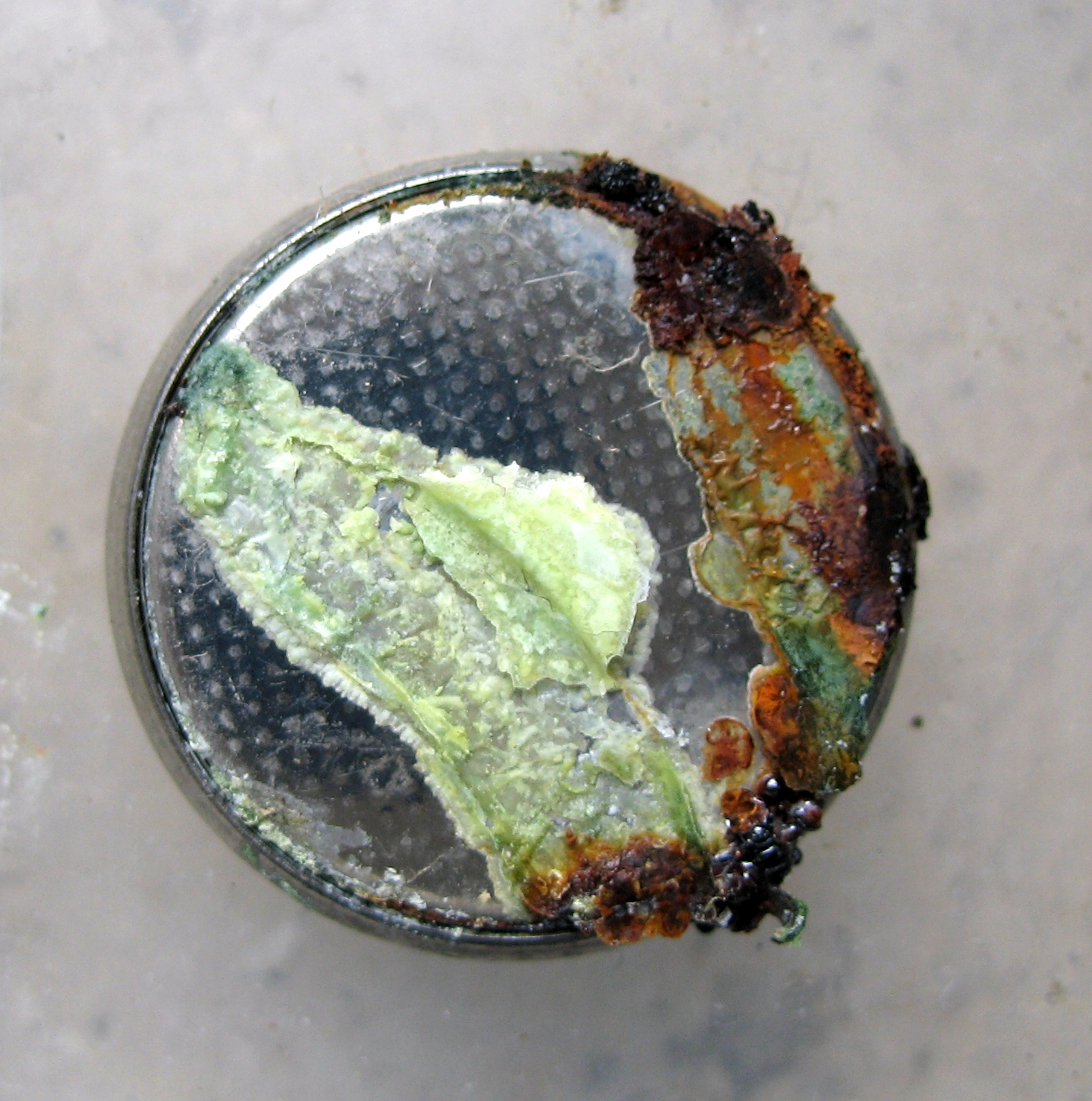
Célula botão vazada e corroída

### Outras marcações do pacote
Além do código de tipo descrito na seção anterior, as baterias do relógio também devem ser marcadas com
- o nome ou marca comercial do fabricante ou fornecedor;
- a polaridade (+);
- a data de fabricação.

#### Códigos de dados
Muitas vezes um código de 2 letras (às vezes na lateral da bateria) onde a primeira letra identifica o fabricante e a segunda é o ano de fabricação. Por exemplo:
- YN – a letra N é a 14ª letra do alfabeto – indica que a célula foi fabricada em 2014.

A data de fabricação pode ser abreviada para o último dígito do ano, seguido de um dígito ou letra indicando o mês, onde O, Y e Z são usados para outubro, novembro e dezembro, respectivamente (por exemplo, 01 = janeiro de 2010 ou 2000, 9Y = novembro de 2019 ou 2009).

### Código comum do fabricante
Um código usado por alguns fabricantes é AG (alcalino) ou SG (prata) seguido por um número, como segue
| código G | Código IEC   |
| -------- | ------------ |
| xG0      | 521          |
| xG1      | 621          |
| xG2      | 726          |
| xG3      | 736          |
| xG4      | 626          |
| xG5      | 754          |
| xG6      | 920 ou 921   |
| xG7      | 926 ou 927   |
| xG8      | 1120 ou 1121 |
| xG9      | 936          |
| xG10     | 1130 ou 1131 |
| xG11     | 721          |
| xG12     | 1142         |
| xG13     | 1154         |

Para aqueles familiarizados com o símbolo químico da prata, Ag, isso pode sugerir incorretamente que as células AG são prata.

## Variantes recarregáveis

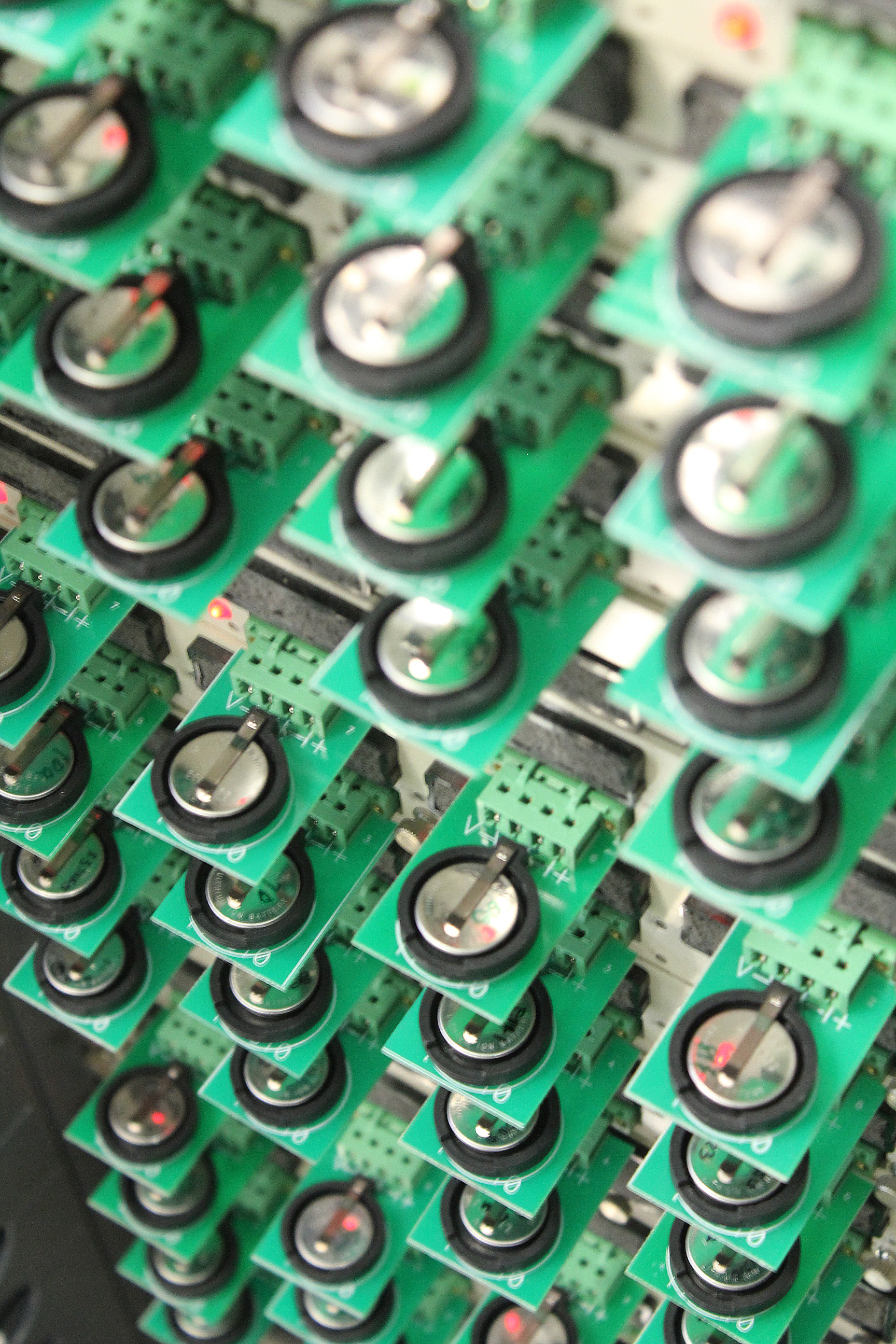
Células de moeda sendo testadas

Além das pilhas botão descartáveis (de uso único), estão disponíveis baterias recarregáveis em muitos dos mesmos tamanhos, com capacidade menor do que as pilhas descartáveis. As baterias descartáveis e recarregáveis são fabricadas para caber em um suporte ou com etiquetas de solda para conexão permanente. Em equipamentos com suporte de bateria, podem ser utilizadas baterias descartáveis ou recarregáveis, se a voltagem for compatível.
Um uso típico para uma pequena bateria recarregável (em moeda ou outro formato) é fazer backup das configurações do equipamento que normalmente é alimentado permanentemente pela rede elétrica, no caso de falha de energia. Por exemplo, muitos controladores de aquecimento central armazenam tempos de operação e informações semelhantes em memória volátil, perdida em caso de falha de energia. É comum que tais sistemas incluam uma bateria de reserva, seja uma descartável em um suporte (o consumo de corrente é extremamente baixo e a vida útil é longa) ou uma recarregável soldada.
As células-botão recarregáveis de NiCd eram frequentemente componentes da bateria reserva de computadores mais antigos; células de botão de lítio não recarregáveis com uma vida útil de vários anos são usadas em equipamentos posteriores.
As baterias recarregáveis normalmente têm o mesmo código numérico baseado em dimensão com letras diferentes; assim CR2032 é uma bateria descartável enquanto ML2032, VL2032 e LIR2032 são recarregáveis que cabem no mesmo suporte se não estiverem equipadas com etiquetas de solda. É mecanicamente possível, embora perigoso, encaixar uma bateria descartável em um suporte destinado a ser recarregável; suportes são instalados em partes do equipamento acessíveis apenas pelo pessoal de serviço nesses casos.

## Problemas de saúde

### Ingestão acidental

Ícone "Mantenha fora do alcance de crianças" exigido pela IEC 60086-4

As células de botão são atraentes para crianças pequenas; eles podem colocá-los na boca e engoli-los. A bateria ingerida pode causar danos significativos aos órgãos internos. A bateria reage com fluidos corporais, como muco ou saliva, criando um circuito que pode liberar uma alcalinidade forte o suficiente para queimar o tecido humano.
As baterias ingeridas podem causar danos ao revestimento do esôfago e podem criar um buraco no revestimento do esôfago em duas horas. Em casos graves, os danos podem causar uma passagem entre o esôfago e a traqueia. As células-botão engolidas podem danificar as cordas vocais. Eles podem até queimar os vasos sanguíneos na área do tórax, incluindo a aorta.
Na Grande Manchester, na Inglaterra, com uma população de 2 700 000, morreram duas crianças entre 12 meses e seis anos e cinco sofreram ferimentos que mudaram sua vida, nos 18 meses que antecederam outubro de 2014. Nos Estados Unidos, em média, mais de 3 000 ingestões de baterias de botão pediátricas são relatadas a cada ano, com uma tendência de aumento de desfechos graves e fatais. Células de moeda de diâmetro 20 mm ou mais causam as lesões mais graves, mesmo se gastas e intactas. Em Auckland, Nova Zelândia, a partir de 2018, existem cerca de 20 casos por ano que requerem hospitalização.
Em 2020, a Duracell anunciou que estava revestindo algumas de suas células-botão de lítio com um composto amargo para desencorajar as crianças a ingeri-las. Uma solução alternativa é projetar (ou litigar) as células ofensivas, principalmente células de lítio de 20mm, fora da cadeia de suprimentos.
As crianças com maior risco de ingestão de bateria de botão são aquelas com 5 anos ou menos. Três mortes de crianças na Austrália revelam que em cada caso: l) a ingestão não foi testemunhada, ll) a origem da bateria permanece desconhecida, lll) o diagnóstico inicial errado atrasou a intervenção apropriada, lV) o diagnóstico foi confirmado por raios-X, V) em em cada caso a bateria se alojou no esôfago da criança, Vl) as baterias agressoras eram células de lítio de 20 mm, Vll) a morte ocorreu 19 dias a 3 semanas após a ingestão. Os sintomas de apresentação da ingestão de células-botão podem ser diagnosticados erroneamente e atribuídos a doenças infantis comuns sem risco de vida.

### Mercúrio e cádmio
Algumas células botão contêm mercúrio ou cádmio, que são tóxicos. No início de 2013, a Comissão do Meio Ambiente do Parlamento Europeu votou a favor da proibição da exportação e importação de uma série de produtos contendo mercúrio, como pilhas-botão e outras baterias, a ser imposta a partir de 2020.